# 三渊藤英
三渊藤英（？－1574年7月23日）是日本战国时代武将。室町幕府末期幕臣（奉公众）。父親是三渊晴员。通稱彌四郎。官位是彈正左衛門尉、大和守。別名是顯家。初名藤之，後來改名為藤英。名字中的「藤」字是將軍足利義藤（後來的義輝）所賜的偏諱。
著名文化人细川藤孝為異母弟。兒子有三淵秋豪、三淵光行、三淵昭知、朽木昭貞和朽木昭長。

## 生平
生年不詳，家中長男。永禄8年（1565年），第13代幕府将军足利义辉在永禄之变被松永久秀和三好三人众弒殺，藤英與弟弟藤孝一同擁立在一乘院門跡的覺慶（後來的足利義昭，義辉的弟弟）並在近江矢島令其還俗，再一同前往投靠越前的朝仓义景，后来前往投靠织田信长。
義昭被信长拥立为将军後，藤英被任命守備山城国伏见城的周圍。此後率領南山城的軍勢與和田惟政和伊丹亲兴一同参加讨伐三好氏，在另一方面亦發揮政治手腕並成為義昭的重臣。在永禄11年（1568年）敘任大和守。
不過，在义昭與信长對立時，得知弟弟藤孝背叛義昭並投向信長後被激怒，於是計劃襲擊藤孝，但是失敗。天正元年（1573年），義昭在山城槇島城籠城，藤英擔任二條城的城代，不過因為被信長的大軍包圍，軍隊潰走，於是退至居城伏見城，後來進攻信長方的岩成友通，最後接受藤孝和柴田勝家説服而降伏。在槙島城之戰後，義昭被信長流放，室町幕府滅亡，藤英亦仕於信長。翌年，所領突然被信長沒收，自身亦被送到明智光秀之下軟禁，並與嫡男秋豪一同被命令自殺。
次男光行則被送到藤孝之下，後來仕於細川氏，之後在田邊城之戰中幫助叔父，於是受到德川家康很高評價並被召為旗本。另一方面，弟弟長岡好重繼承三淵氏並仕於細川氏。